# Syndyoceras
Syndyoceras is een geslacht van uitgestorven evenhoevigen. Syndyoceras cooki is de enige soort binnen het monotypische geslacht. Syndyoceras leefde in het Vroeg Mioceen, in het gebied wat nu de Amerikaanse staat Nebraska omvat.

## Beschrijving
Syndyoceras was ongeveer honderdvijftig centimeter lang en wordt gekenmerkt door zijn hertachtige voorkomen. De poten van Syndyoceras werden ondersteund door twee tenen, elk uitgerust met een spits toelopende hoef. De structuur van de neusbeenderen duidt op een gezwollen snuit.
De snijtanden in de bovenkaak ontbraken, maar het dier had wel slagtandvormige hoektanden. Met deze hoektanden kon Syndyoceras effectief in de grond wroeten.
Het dier had twee paar hoorns. Eén paar was gesitueerd op de snuit, het andere paar boven de ogen. De hoorns op de snuit wezen naar voren en waren verankerd aan de schedelbasis. Het paar boven de ogen was naar achteren gekromd. Noch het voorste paar, noch het achterste paar was een echte hoorn. De hoorns waren namelijk met huid bekleed. De twee paar hoorns werden waarschijnlijk gebruikt om te imponeren en om te vechten.